# Альбрехт, Герд
Герд А́льбрехт (нем. Gerd Albrecht; 19 июля 1935, Эссен — 2 февраля 2014, Берлин) — немецкий дирижёр.

## Биография
После учёбы в Киле и Гамбурге у Вильгельма Брюкнер-Регесберга Герд Альбрехт в 1957 году в возрасте 22 лет стал победителем среди непрофессионалов на Безансонском международном конкурсе молодых дирижёров Его первым постом с 1958 года была должность ассистента в Штутгартской Опере. В 1961 году он стал главным капельмейстером в Майнце, а в 1963 году главным дирижёром в Любеке. В 1966—1972 годах он работал главным дирижёром в Касселе, а в 1972 году стал постоянным дирижёром в Немецкой опере в Берлине. С 1975 по 1980 год он руководил Оркестром Тонхалле, а затем 8 лет работал свободно в самых важных музыкальных центрах мира. С 1988 по 1997 год Альбрехт был генеральным музыкальным директором в Гамбургском оперном театре и Филармоническом оркестре в Гамбурге. Кроме того в 1993 году он возглавил Чешский филармонический оркестр, но из-за политических скандалов был вынужден в 1996 году покинуть этот пост. Альбрехт также возглавлял Симфонический оркестр Ёмиури (1988—2007) и Датский национальный симфонический оркестр (2000—2004).